# Archidamus III van Sparta
Archidamus III (Oudgrieks: Αρχίδαμος, Archidamos) was koning van Sparta van 360 tot 338 v.Chr., uit het huis van de Eurypontiden. Hij was de zoon van Agesilaüs II.
Zijn eerste militaire ervaringen had hij opgedaan in 367 en 364 v.Chr., in de strijd tegen Arcadië, nadat hij eerst nog een minder belangrijke rol had gespeeld in de slag bij Leuctra in 371 v.Chr. Na deze nederlaag leidde hij het verslagen Spartaanse leger naar huis terug.
In de slag van Mantinea in 362 onderscheidde hij zich tijdens de verdediging van het Spartaanse leger tegen Epaminondas. Daarna steunde hij Phocis in zijn Heilige Oorlog (347-346 v.Chr.). In 338 v.Chr. steunde hij Tarentum tegen de Lucaniërs: hij sneuvelde nog datzelfde jaar in de Slag van Mauduria.